# Nothoscordum andicola
Nothoscordum andicola är en amaryllisväxtart som beskrevs av Carl Sigismund Kunth. Nothoscordum andicola ingår i släktet vaniljlökar, och familjen amaryllisväxter. Inga underarter finns listade i Catalogue of Life.